# Matthäus Friedrich Scheinlein
Matthäus Friedrich Scheinlein (* 19. September 1710 in Kornhöfstadt; † 5. Juni 1771 in Langenfeld, Mittelfranken) war ein fränkischer Geigenbauer.

## Leben und Wirken
M. F. Scheinlein war gelernter Drechsler und begann dann mit der Herstellung von Harfen. Über die Reparatur von Instrumenten kam er dann wohl zum Geigenbau, den er u. a. auf mehreren Reisen nach Mittenwald erlernte.